# Marketender

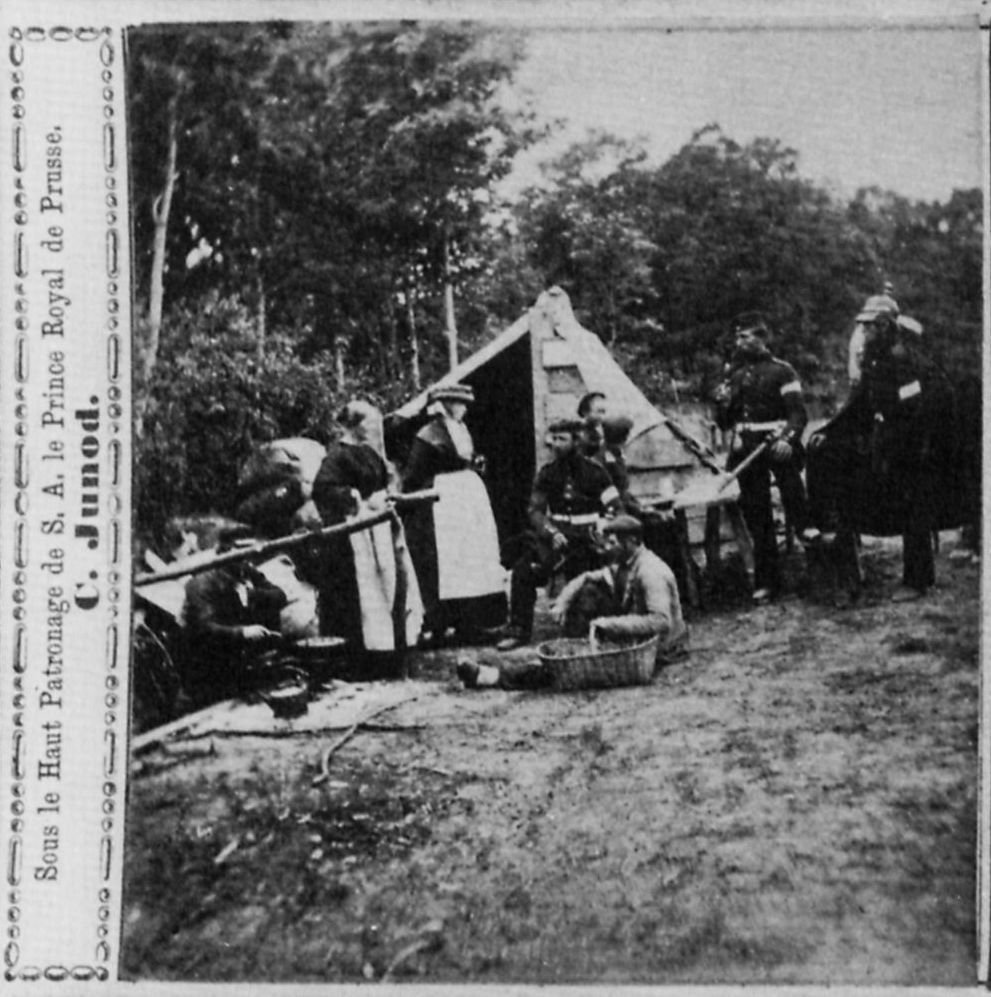
Preußische Marketenderinnen in Nübbel während des Deutsch-Dänischen Krieges, 1864

Ein Marketender (von italienisch mercatante oder mercadante, Nebenform zu mercante ‚Händler‘) ist jemand, der militärische Truppen begleitet und die Soldaten mit Waren und Dienstleistungen des täglichen, privaten Bedarfs versorgt. Der Begriff kommt aus dem mittelalterlichen Militärwesen.

## Marketender im Militärwesen
Frühe Marketenderinnen wurden bereits bei der Schlacht bei Qadeš (auch: Kadesch) zwischen dem Alten Ägypten unter dem Pharao Ramses II. und den Hethitern unter König Muwatalli II. im Jahr 1274 v. Chr. erwähnt.
In der Geschichte gehörten bereits früh sowohl männliche als auch weibliche Marketender selbstverständlich zum Tross der antiken, spätmittelalterlichen und frühneuzeitlichen Heere. Fast jedes Fähnlein der Landsknechte hatte im Mittelalter einen eigenen Marketender, der die Soldaten als Händler mit Lebensmitteln versorgte. Frauen kombinierten diesen Beruf häufig mit Prostitution. Während des Dreißigjährigen Krieges versorgten sich die Heere vermehrt durch Plünderungen, was die Marketender oftmals überflüssig machte. Ungeachtet dessen gab es diesen Beruf auch in späterer Zeit, so z. B. als „Vivandiere“ unter Napoleon während des Russlandfeldzugs 1812 bis zum Ersten Weltkrieg 1914–1918.

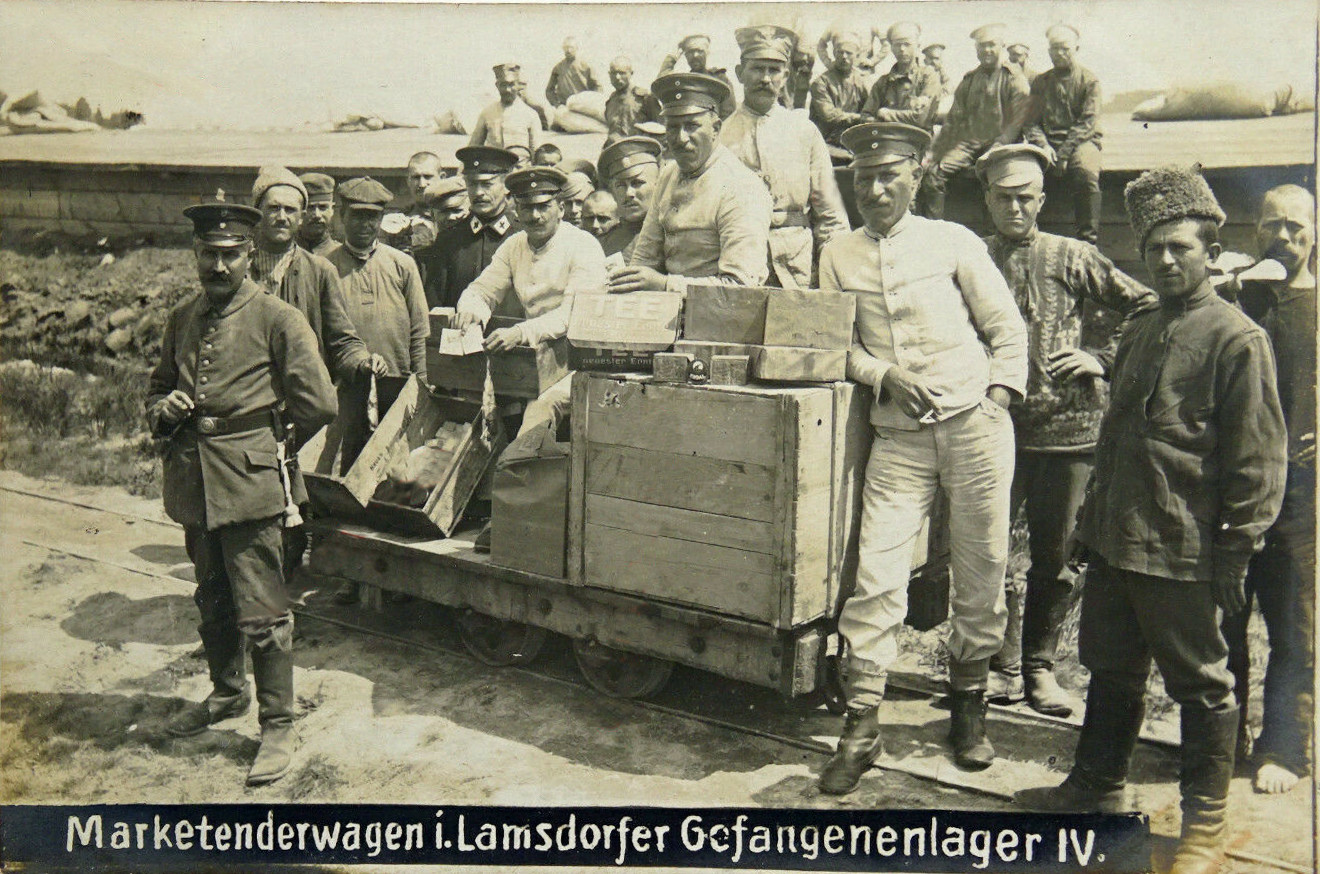
Marketenderwagen im Lamsdorfer Gefangenenlager IV, November 1915

In der Bundeswehr wird der Begriff Marketender für fahrbare Kioske benutzt, welche auf Truppenübungsplätzen die Soldaten mit Marketenderwaren – Süßigkeiten, Zeitungen, Zigaretten, also üblichen Kioskwaren – versorgen. Auch Waren (unter anderem Tabak und Spirituosen), die Bundeswehrsoldaten als Teilnehmer an Übungen im Ausland und auf Auslandseinsätzen zollfrei erwerben können, werden als Marketenderwaren bezeichnet.
Im Rahmen dieser Auslandseinsätze bietet der Marketender auch viele Waren an, die im Heimatland in einem normalen Geschäft erworben werden können (z. B. Drogerieartikel wie Rasierschaum, Duschgel und Papiertaschentücher). Da in einem Einsatzgebiet die Infrastruktur entweder nicht vorhanden oder unzureichend ist und die Sicherheitslage es dem einzelnen Soldaten oft nicht erlaubt, auf einem Markt oder Basar einzukaufen, werden auf diesem Weg die Grundbedürfnisse der Soldaten befriedigt. Insofern spielt die Versorgung durch den Marketender eine wichtige Rolle für den Erhalt der Moral der Soldaten. Das zeigt sich unter anderem auch darin, dass die Versorgung des Marketenders mit Waren heute auf dem militärischen Nachschubweg erfolgt, um die Verfügbarkeit in Krisenregionen sicherzustellen.

## Marketenderinnen

### Sexualität
Eine Marketenderin ist ein weiblicher Marketender. Das Wort steht jedoch auch für speziell weibliche Rollen im Tross, unter anderem für Prostituierte. Die Frauen, die im Dreißigjährigen Krieg beim Heer blieben, verdingten sich fast ausschließlich als Prostituierte. Im 17. Jahrhundert waren Marketenderinnen, die sexuelle Dienste leisteten, an der Tagesordnung.

### Brauchtum

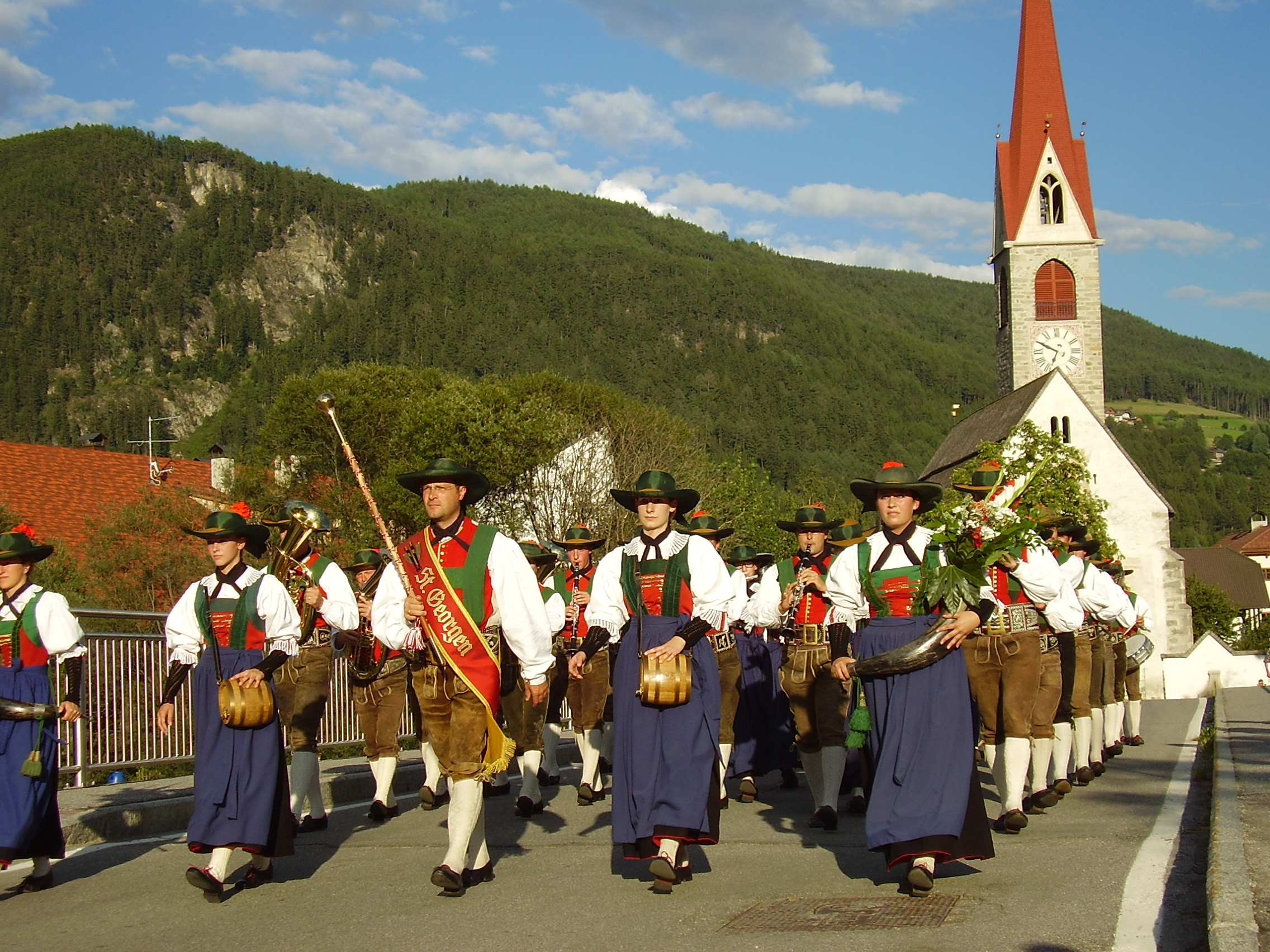
Südtiroler Musikkapelle, in der vordersten Reihe zwei Marketenderinnen beiderseits des Stabführers

Heute wird der Begriff Marketenderin noch für Frauen verwendet, die eine Marsch- oder Blaskapelle begleiten und die Musiker mit Getränken versorgen (hauptsächlich in Süddeutschland, Österreich, Nordhessen, Südtirol und Welschtirol/Trentino). Im rheinischen Karneval wird in manchen Corps das Tanzmariechen Marketenderin genannt. Für die Marketenderinnen bei Marsch- oder Blaskapellen wird mitunter auch der Begriff „Ehrendamen“ verwendet.